# Helga Hahnemann

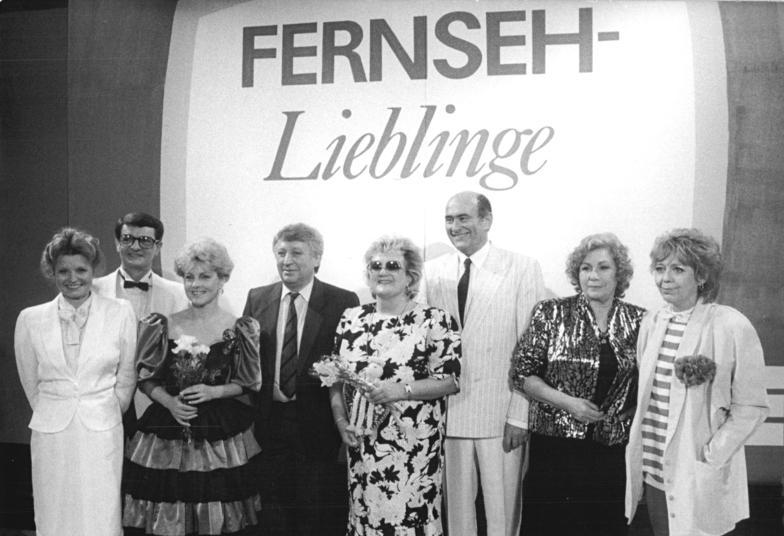
Helga Hahnemann i bildens centrum (femte från vänster), tillsammans med andra östtyska TV-personer.

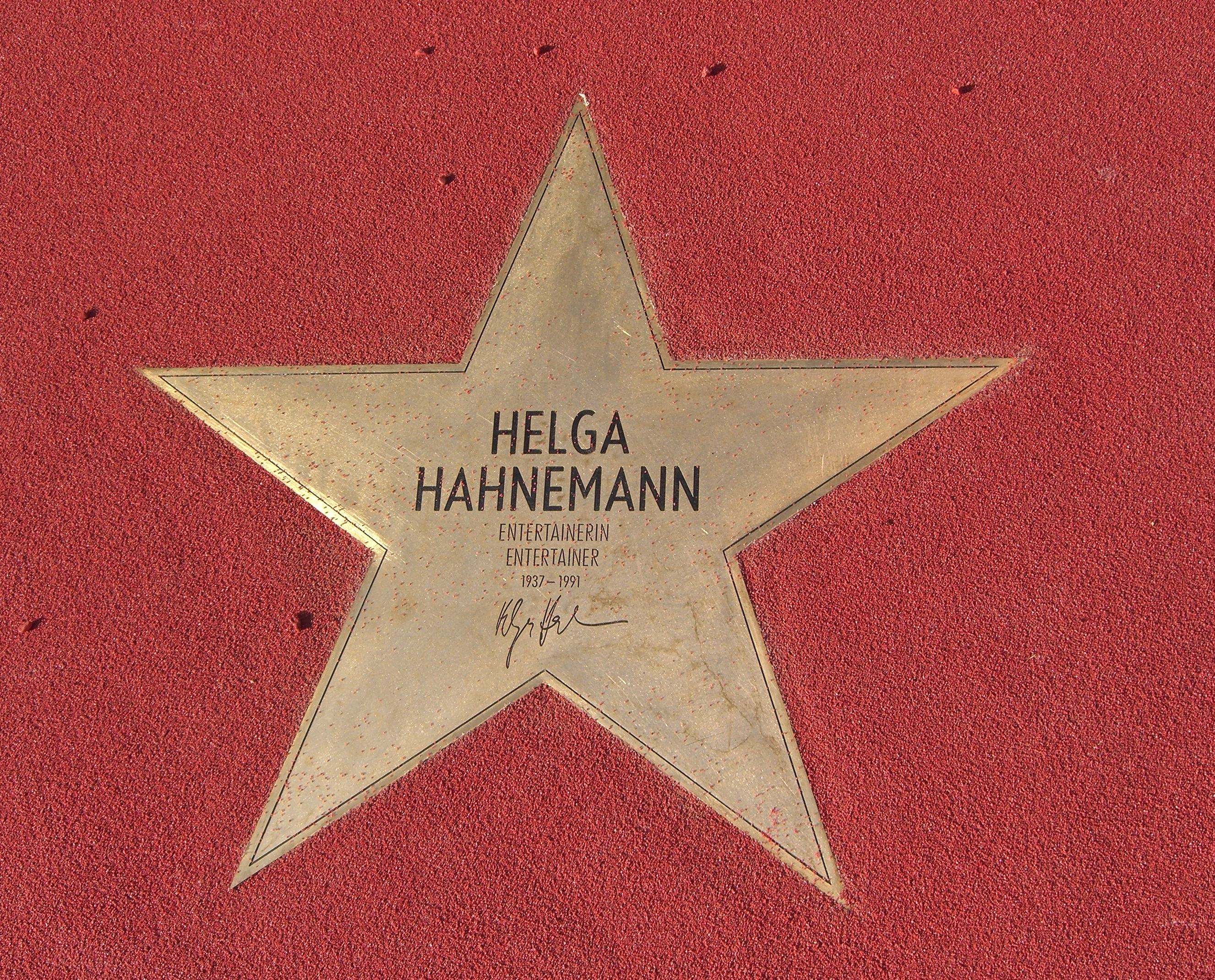
Helga Hahnemanns stjärna på Boulevard der Stars i Berlin.

Helga Hahnemann, född 8 september 1937 i Berlin, död där 20 november 1991, var en tysk komiker, skådespelare och showmaster.

## Biografi
Hahnemann var mångsysslare inom den östtyska televisionssändaren Deutscher Fernsehfunk. Hon studerade mellan 1956 och 1959 vid högskolan för skådespel i Berlin-Niederschöneweide. Sina första uppmärksammade framträdanden hade hon vid kabaréprogrammet Leipziger Pfeffermühle innan hon återvände till Berlin. Där fick hon uppdrag av TV och ett fast radioprogram, Helgas Top(p)-Musike. Hahnemann kom även ut med flera schlagerlåtar som Wo ist mein Jeld bloß geblieben, Jetzt kommt dein Süßer, U-Bahn-Beat, 100 mal Berlin, Clärchens Ballhaus (tillsammans med Hartmut Schulze-Gerlach) och Een kleenet Menschenkind. Låtarnas kompositör var huvudsakligen Arndt Bause.
Hahnemann var flera gångar showmaster för Östtysklands stora lördagsunderhållning, Ein Kessel Buntes. Hon var även känd från den östtyska dubbade versionen av Olsen-banden filmserien där hon gav Yvonne Jensen sin röst.
Hahnemann dog 1991 i lungcancer.

## Hedersbetygelser
Priset Goldene Henne som instiftades av två tyska tidningar och TV-bolaget Mitteldeutscher Rundfunk utdelas varje år i flera kategorier till personer som var framgångsrik inom politik, sport, kultur och massmedia. Henne syftar här på Hanemanns smeknamn som betyder höna. I september 2010 fick hon en stjärna på Boulevard der Stars i Berlin, som är en tysk motsvarighet till Hollywood Walk of Fame i Los Angeles.